# Institoris Mihály (lelkész, 1731–1803)
Mossóczi Institoris Mihály (Turócbeszterce, 1731. szeptember 29. – Pozsony, 1803. október 7.) ágostai evangélikus lelkész, egyházi író.

## Élete
Institoris Tamás és Lehoczky Zsuzsánna fia. Nemes, de szegény szülők gyermeke. Gyermekkorában (amint azt maga végrendeletében említi) több ízben forgott életveszélyben: az árvíz kétszer sodorta el, kétszer esett le meredekről, egyszer száz ölnyi magas szikláról; két egész nap télen hóba eltévedt a hegyek közt és bolyongott, mégis megmentette a gondviselés. 1738-ban kezdte tanulását szülőföldjén. Innét 1741-ben Ivankófalvára (Turóc megye) küldték a gimnáziumba, ahol a retorikáig haladt. Azután Szulyovban (Trencsén megye) és Necpálban (Turóc megye) folytatta tanulását és 1750-ben Pozsonyban végezte középiskoláit, ahol rokona, Lehoczky Dániel házánál nyert ellátást, akinek költségén 1751-ben Debrecenbe ment a magyar nyelv megtanulása végett és ott november 24-én iratkozott be a felsőbb osztályokba. 1756-ban tért vissza hazájába; április 19-én Modorban papnak szentelték föl, majd magyar és szlovák lelkésznek megválasztották Pozsonyban, ahol egyszersmind a teológusokat tanította. 1800. május 24-én a pozsonyi evangélikus konventnek alapítványul 8000 forintot adott át, könyvtárát (mely 40 000 váltó forinta becsültetett) 3000 forinttal együtt a Pozsonyi Evangélikus Líceumra hagyta. Összes jótékony adakozásai és alapítványai 27 300 forintot tettek ki. Bilnitza Pál és Krudy Dániel mondottak fölötte gyászbeszédet.

## Művei
- A hitnek az úr Istennek bosszú álló igazságával való tusakodása, melyet amaz 1763. történt nagy fölindulásnak alkalmatosságával Posonban tartatott poenitentialis prédikáczióban élő nyelvvel megmagyarázott. Cum paraenesi ad Hungariam funesto terrae motu perculsam, Pozsony, 1663.
- Szent Biblia. Az az Ó, és Új Testamentomában foglaltatott egész Szent Irás, az Apocryphus könyvekkel együtt, előre bocsátotta értekezését az eddig kijött Magyar bibliák felöl. Lipsiaban 1776.
- Két prédikáczio Arnd postillájához. Pozsony, 1776.
- Az világból nyugott és bátor elmével kimuló fejedelemnek képe, melyet a néhai legfelségesebb Mária Theresia.... halotti tisztességtételére, és dicsőült felséges nevének örökös hálaadó emlékezetire, a pozsonyi evangyelikus gyülekezetben 1780. eszt. karácson havának 21. tartott gyászos isteni tiszteletnek alkalmatosságával megszomorodott kegyes hallgatóinak keresztyéni vigasztalásul és például eleikbe terjesztett. Ugyanott.
- Szomorú árvaságában az ő megváltójától meglátogattatott és megörvendetetett ekklesiának képe, melyet a csallóközi Samaria városában az aug. confessiót valló evangy. sz. gyülekezetnek az ő 70 esztendei szomorú árvasága után, a husvét után való IV. vasárnapon 1783. eszt. tartott első isteni szolgálatnak alkalmatosságával lerajzolt. Uo.
- Listownj odpowęd k angsspurského wyznánj czehum a morawanum, na gegich otázku: gestli lamanj chleba při S. Wečeři páně potřebné? S přjdawkem czeské confessie, Maximilianowi II. cýsaři, roku 1575 podáné. Prága, 1783. (Levél, melyben I. a csehek és morvák kérdéseire felel.)
- Wysoce Oswjceného poženané paměti Muze Jana Arnda ... Pozsony, 1783. (Arndt, Wahres Christenthum tót fordítása.)
- Potřebné ponaprawenj omylného spusi: reformjrtskeho myslu bratřj čzessi, od Ignáce Bogislawa ... léta pak 1783 w českém přeloženj wydaneho ... Hely n., 1785.
- Az Istennek győzedelmes fegyvere, az ő előtte kedves fejedelemnek kezében, melyet amaz erős kulcsos Belgrád vára 1789. szept. 8. lett szerencsés megvételéért a pozsonyi evangyelika magyar gyülekezettől a szent háromság után XXI. vasárnapon tartatott hálaadó isteni tiszteletnek alkalmatósságával együgyűen lerajzolt. Pozsony, (A végén két ének.)
- A gyökertelen fa, s fő nélkül való sapka. Az az: a király nélkül való országnak s felsőség nélkül való városnak boldogtalan állapotja, melyet a mostani boldogtalan franczia revolucziónak alkalmatosságával felséges II. Ferencz ... dicső nevenapján a pozsonyi evangy. ekklesiában tót nyelven előadott ... A közönségesebb használhatóságáért pediglen a néhai XVI. Lajos franczia királynak keserves halálának leírásával magyarra fordított egy magyar hazafi. Uo. 1793. (Előbbinek magyar fordítása. Egy szines rézm. czímképpel.)
- Vindiciae D. Lutheri hostilis in pincipes animi... 1796. (Kézirata a m. n. múzeumban.)
- Impunitas vagae Veneris, humano generi, reique publicae multum noxia. Posonii, 1798.
- Hadi embernek mindennapi imádsága. Uo. 1798.
- Od boha zlomená pycha nassych w bozjch nepřaelu ... 1799. (Tót prédikáczió.)
- Oratio inauguralis de fuga munerum dignitatumque Ecclesiasticarum qua Dániel Crudi superintendens renunciabatur. Uo. 1802. (Többek beszédével együtt.)
- Nucleus precum et cancionum Christianarum. Év és hely n. (Jeszenák János kir. tanácsos költségén adatott ki.)
- Lautscsek Márton, Slowařně, aneb konkordancy biblická ... Pozsony, 1791. (Tót konkordanczia) kiadója. Még több munkát is adott ki s azokhoz elszót írt; ilyen: A mi Urunk Jézus Kristus kínszenvedésének és halálának historiája ... Pozsony (melyet Nagy István németből fordított.)